# 富永ユキ
富永 ユキ（とみなが ゆき、1943年1月5日 - ）は、神奈川県出身の女優、歌手である。1960年代に多くの映画作品に出演した。

## 略歴
神奈川県川崎市生まれ、東京都育ち。
中学校在学中から米軍キャンプでジャズやロックを歌っていた。
1959年東宝製作の正月作品、堀川弘通監督 『すずかけの散歩道』に出演後、松竹映画と契約。
大島渚が松竹入社後に監督デビューを果たした『愛と希望の街』は代表的な主演作品である。
また、同時期に伯母であるジャズ琴奏者・富永ハルの縁で東芝音楽工業と契約し、多くのレコードをリリースしている。
当時黎明期であったポップス界の明星としてリズム感のある歌唱は当時の若者の間で人気だった。
デビュー曲は「夜汽車がシュッポッポー」で、代表曲ともなった。
1965年の映画出演以降は芸能界を離れ、1967年に結婚。
その後、1980年代に女優として復帰。

## 主な出演作品

### 映画
- すずかけの散歩道（1959年1月9日、東宝） - 葉村ユリ子
- 明日の太陽（1959年3月13日、松竹） - 大島渚監督作品・新人紹介の短編映画
- バラ少女（1959年5月5日、松竹） - ジェーン松原
- どんと行こうぜ（1959年6月9日、松竹） - 岩木待子
- 風の中の瞳（1959年6月9日、松竹） - 岩井まさ
- 待っていた花嫁（1959年6月24日、松竹） - 富山百合子
- 若い素顔（1959年9月6日、松竹） - 女生徒
- 愛と希望の街（1959年11月17日、松竹） - 大島渚監督作品
- 銀座のお兄ちゃん挑戦す（1960年1月9日、松竹） - あけみ
- 二度とないぞ青春は（1960年1月15日、松竹） - 女性歌手
- 若手三羽烏　女難旅行（1960年2月19日、松竹） - マリ子
- 大いなる愛の彼方に（1960年3月4日、松竹） - 山崎道子
- 恋の片道切符（1960年4月15日、松竹） - エミー
- 青春残酷物語（1960年6月3日、松竹）
- 禁男の砂　真夏の情事（1960年7月19日、松竹） - 野村京子
- 太陽の墓場（1960年8月9日、松竹）
- 乾いた湖（1960年8月30日、松竹） - 太田咲子。篠田正浩監督
- 最後の切札（1960年9月20日、松竹） - 安子
- 明日はいっぱいの果実（1960年11月13日、松竹） - 隆盛会会員女A
- わが恋の旅路（1961年5月16日、松竹） - 野田さぎり
- 三味線とオートバイ（1961年10月11日、松竹） - 徳子
- 愛と悲しみと（1962年7月29日、松竹） - 正子
- ちゃらんぽらん物語（1963年6月1日、松竹） - 池田花子
- あの娘と僕　スイム・スイム・スイム（1965年8月7日、松竹） - 武田君代

### テレビドラマ
- 曇りのち晴れ（1960年、フジテレビ）
- 銀座慕情（1960年、日本テレビ）
- 大学の騎士道（1960年、日本テレビ）
- しょうちゅうとゴム（1962年、NHK教育テレビ）
- 人間水域（1964年、テレビ朝日） - 松本清張原作
- ドラマ女の手記「温泉仲居物語2」（1987年、テレビ東京）
- プロゴルファー祈子（1987年、フジテレビ） - 第9話「婚約者の復讐」
- 復讐・死者からの告発状（1988年、テレビ東京）
- はぐれ刑事純情派（1990年、テレビ朝日） - 第3シリーズ第20話「裏切られた美談・亡き娘に捧げる挽歌」

## ディスコグラフィー

### 7インチ
- 夜汽車がシュッポッポー／ベビー・ギャング (1961.02。東芝音楽工業 JP-1230。バックは東芝レコーディング・オーケストラ) *両面: 八反ふじを 作曲、岩井直溥 作編曲
- 牧場の娘 (1961.04。東芝音楽工業 JP-1245。A面はエセル中田「ウクレレ弾いて」) *B面: 渡舟人 作詞、岩井直溥 作編曲
- 貴方なんか嫌サ／素敵なデュエット (1961.04。東芝音楽工業 JP-1270。バックは東芝レコーディング・オーケストラ) *A面: 八反ふじを 作曲、岩井直溥 作編曲 *B面: 原由記 作詞、岩井直溥 作編曲
- アニヴァーサリー・ロック／イカサないパパとママ (1961.05。東芝音楽工業 JP-5068。A面のコーラスはフォア・メッセンジャーズ) *A面: イヴァノヴィッチ 作詞、漣健児 訳詞、チャップリン 作曲、岩井直溥 編曲 *B面: 原由記 訳詞、スコットランド民謡、岩井直溥 編曲
- パチャンガで踊らう／二人だけの夜 (1961.07。東芝音楽工業 JP-5071) *渡舟人訳詞、エドゥアルド・ダヴィッドソン（英語版）作曲、岩井直溥編曲
原曲は1959年のエドゥアルド・ダヴィッドソンの楽曲「ラ・パチャンガ（英語版）」
- 東京インディアン／トロピカルムーン (1961.07。東芝音楽工業 JP-1280) *A面: 八反ふじを 作詞、八代浩一 作編曲 *B面: 八反ふじを 作詞、岩井直溥 作編曲
- ママとパパと彼 (1961.09。東芝音楽工業 JP-5073。バックは東芝レコーディング・オーケストラ。A面は斉藤チヤ子「小さい悪魔」) *B面: みナみ・カズみ 作詞、マン 作曲、岩井直溥 編曲
- メチャチャ娘／ワンダフル・ロック (1962.03。東芝音楽工業 JP-1353) *A面: 渡舟人 作詞、服部レイモンド 作編曲 *B面: 八反ふじを 作詞、岩井直溥 作曲
- 忘れないで／月の光が消えるとき (1963.02。東芝音楽工業 JP-1501) *A面: 渡舟人 作詞、岩井直溥 作編曲 *B面: 富永美代 作詞、富永ハル 作曲、岩井直溥 編曲

### CD
- 斎藤チヤ子、富永ユキ / 斎藤チヤ子 meets 富永ユキ (1997年7月25日。P-VINE PCD-1547) *東芝音楽工業時代の全録音を収録

| スタブアイコン | サブスタブ | この項目は、まだ閲覧者の調べものの参照としては役立たない、俳優（男優・女優）に関連した書きかけの項目です。この項目を加筆・訂正などしてくださる協力者を求めています（P:映画/PJ芸能人）。 |